# مياه كيه

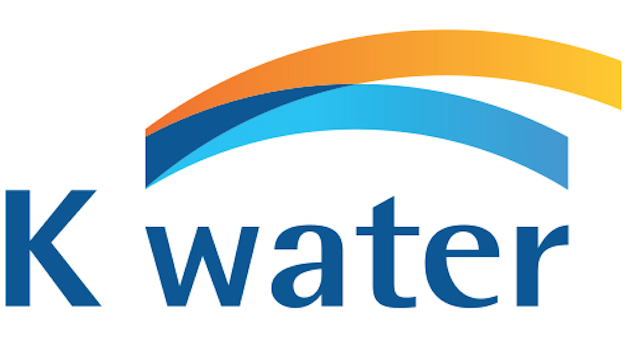
شعار مياه كيه

شركة موارد المياه الكورية (الكورية: 한국수자원공사؛ هانجا: 韓國水資源公社) ، (K-water)، أو شركة المياه الكورية ، هي الشركة الحكومية المسؤولة عن التنمية الشاملة للموارد المائية وتوفير المياه العامة والصناعية في كوريا الجنوبية. في نوفمبر 1967، سُنّت خطة التنمية الشاملة للأراضي في أغسطس 1966، وفقًا لقانون شركة تنمية موارد المياه الكورية. وفي عام 1987، أُسست شركة تنمية موارد المياه الكورية، وسُنّ قانونها في عام 1988.

## روابط خارجية
- الموقع الرسمي (بالكورية والإنجليزية)
- مدونة المياه الرسمية Naver " [ K-water ] 주부 서포터즈 :: 네이버 카페" . مقهى.naver.com . تم الاسترجاع بتاريخ 2012-05-07 .